# 游离DNA
循环游离DNA（cfDNA） （也称为游离DNA，有时称为游离核酸）是释放到血浆、尿液、脑脊液等体液中的降解DNA片段。cfDNA片段的典型大小反映了染色体颗粒（~165 bp）以及多个核小体，可保护DNA免受凋亡核酸酶的消化。游离核酸存在于细胞外，具有胞间通讯及免疫调节功能，贯穿机体生老病死各个过程，可用于描述在体液中自由循环的各种形式的DNA，包括循环肿瘤DNA（ctDNA） 、无细胞线粒体DNA（ccf mtDNA）、无细胞胎儿DNA（cffDNA）和供体来源的细胞DNA（dd-cfDNA）。在癌症中，尤其是在晚期疾病中，观察到cfDNA水平升高。有證據表明，隨著年齡的增長，cfDNA 的循環變得越來越頻繁。cfDNA已被证明是除癌症和胎儿医学之外的多种疾病的有用生物标志物。这包括但不限于创伤、败血症、无菌性炎症、心肌梗塞、中风、移植、糖尿病和镰状细胞病。cfDNA主要是一種雙鏈細胞外DNA分子，由小片段（50~200 bp ）和较大片段（21 kb）组成，并已被认为是准确的标记物前列腺癌和乳腺癌的诊断。 
游离核酸主要包含双链核DNA、线粒体DNA等，产生于各种疾病过程，与疾病进程关联密切，有望作为临床生物标志物以诊断细胞凋亡、组织损伤及炎症过程。在炎症、损伤及癌症组织临床样本中，疾病个体游离核酸浓度与健康个体差异显著，除了浓度，核酸片段所携带起源细胞特征，亦可用于临床诊断。母体血浆中游离胎儿核酸含有胎儿特异性甲基化水平，可作非侵入性产前诊断工具；肿瘤来源核酸具有肿瘤组织特异性甲基化状态，可用于癌症筛查及定位；器官移植后游离核酸可反映供体情况。血浆游离核酸与其来源组织亚细胞器结构、染色质结构、基因表达及核酸酶含量密切相关，分析核酸片段长度、序列及拓扑结构等可为炎症、疾病提供更多诊疗信息。
一些研究证实了cfDNA起源于癌症，并且 cfDNA 出现在晚期癌症患者的循环血浆和其他体液中。
cfDNA释放到血流中的原因有多种，包括细胞凋亡、坏死和NETosis。在肿瘤发展过程中，它在血液中的积累迅速增加，这是由凋亡细胞和坏死细胞过度释放DNA引起的。外泌体内的主动分泌已经被讨论过，但仍不清楚这是否是 cfDNA 的相关或相对较小的来源。 
cfDNA主要以核小体形式循环，核小体是组蛋白和DNA 的核复合物。cfDNA 也可以在较短的大小范围内（例如 50bp）观察到，并且与调控元件相关。它们在癌症中经常非特异性升高，但对于监测细胞毒性癌症治疗可能更具有特异性，主要是为了早期评估治疗效果。 

## 历史
游离核酸由 Mandel 和 Metais 于1948年首次发现后来发现患病患者血浆中cfDNA的水平显着升高。这一发现首先是在系统性红斑狼疮患者中发现的 ，后来确定超过一半的癌症患者的cfDNA 水平升高。cfDNA的分子分析得出了一个重要发现，即癌症患者的血浆DNA含有肿瘤相关突变，可用于癌症诊断和随访。从人体血浆中提取循环肿瘤 DNA (circulating tumor DNA，ctDNA) 的能力使无创癌症检测取得了巨大进步。最值得注意的是，它导致了现在所谓的液体活检。简而言之，液体活检利用血液中的生物标志物和癌细胞作为诊断癌症类型和阶段的手段。这种类型的活检是非侵入性的，可以进行常规临床筛查，这对于确定初始治疗后的癌症复发非常重要。

## cfDNA 的不同来源
cfDNA 的细胞内来源，例如来自细胞核或线粒体，也可以影响cfDNA的炎症潜力。mtDNA是一种有效的炎症触发因素。mtDNA由于其原核起源，具有许多与细菌DNA相似的特，包括存在相对较高含量的未甲基化CpG基序，这在核DNA中很少观察到。未甲基化的CpG基序特别重要，因为TLR9（唯一的内溶酶体DNA感应受体）对未甲基化的CpG DNA具有独特的特异性。 mtDNA被证明可通过TLR9参与激活中性粒细胞除非与载体蛋白偶联， mtDNA （而非核 DNA）可被视为通过TLR9诱导促炎症的危险相关分子模式。 柯林斯等人。据报道，关节内注射mtDNA可诱发体内关节炎，提出mtDNA挤出在 RA疾病发病机制中的直接作用。
与核 DNA 相比，线粒体DNA的特点是8-OHdG水平升高，这是氧化损伤的标志。 mtDNA中高含量的氧化损伤归因于mtDNA与ROS非常接近，并且DNA修复机制相对低效，可导致DNA损伤的积累。  
一般，细胞凋亡受机体严格调控，膜破裂前得到及时清除，完成良性反应过程；而凋亡过多或清除受阻下，细胞膜破裂时会释放游离核酸，激活机体先天免疫系统而诱发炎症反应。细胞坏死（necrosis）肇始于创伤及败血症等，该过程中细胞肿胀并迅速破裂，释放大量游离核酸等胞内成分；程序性坏死（pyroptosis）时，炎性细胞为应对病原体感染而释放游离核酸也都会激活炎症反应，参与炎症过程。
生物体遭受感染或损伤时，中性粒细胞趋移至该部位，释放中性粒细胞胞外诱捕网（neutrophil extracellular traps，NETs），其纤维网络中富含DNA和抗菌蛋白，可捕捉并消灭病原体。NETs释放过程类似程序性死亡（programmed cell death），又不同于一般细胞凋亡或者坏死，遂取医学术语中代表细胞死亡的词尾“-osis”，以及“NET”为此过程命名为“释网凋亡（NETosis）”。NETosis除中性粒细胞外，也发生于肥大细胞、嗜碱性粒细胞、巨噬细胞等细胞。NETosis过程中，NETs释放通常持续数小时，并最终导致中性粒细胞溶解，形成数天之后即受脱氧核糖核酸酶I（DNase I）或巨噬细胞清除，过程中所释放游离核酸、蛋白等易引起自身免疫反应甚至疾病。另外，游离核酸通常包裹于细胞外囊泡（extracellular vesicle）中，以逃避酶降解，延长炎症持续时间，而自身免疫疾病患者DNase I活性一般较低，本身核酸降解能力缓慢，更是雪上加霜。
他们表明，NETosis期间的氧化爆发可以氧化mtDNA ，并且释放的氧化mtDNA本身或与TFAM复合，可以产生I型IFN的显着诱导。程序性细胞死亡过程中产生的氧化mtDNA不仅会激活TLR9 ，而且还与NRLP3炎症小体结合，导致促炎细胞因子、 IL-1β和IL-18的产生。MtDNA还可被环GMP -AMP合酶（cGAS）识别，cGAS 是一种胞质dsDNA传感器，可启动STING-IRF3依赖性途径，进而协调I型IFN的产生。

## 方法

### 收集与纯化
cfDNA 纯化很容易因纯化过程中血细胞破裂而受到污染。因此，不同的纯化方法可能会导致 cfDNA 提取率显着不同。目前，典型的纯化方法包括通过静脉穿刺收集血液、离心沉淀细胞以及从血浆中提取 cfDNA。从血浆中提 cfDNA 的具体方法取决于所需的方案。

### cfDNA 分析

#### 聚合酶链式反应
一般来说，cfDNA中特定DNA序列的检测可以通过两种方式完成；对血液中存在的所有 cfDNA 进行序列特异性检测（基于PCR）和一般基因组分析（DNA 测序）。含有来自肿瘤细胞的DNA的cfDNA的存在最初是通过对提取的cfDNA中的突变基因进行PCR扩增来表征的。基于PCR的cfDNA分析通常依赖于qPCR和数字PCR的分析性质。这两种技术对于检测有限数量的热点突变来说都是灵敏且具有成本效益的。因此，基于PCR的检测方法仍然是cfDNA检测中非常重要的工具。该方法的局限性在于无法检测ctDNA中存在的较大结构变异，因此大规模并行下一代测序也用于确定cfDNA中的ctDNA含量。

#### 大规模并行测序
大规模并行测序（MPS）允许对 cfDNA 进行深度测序。需要这种深度测序来检测血浆中低浓度的突变体ctDNA。突变cfDNA分析通常使用两种主要测序技术：PCR扩增子测序和混合捕获测序。其他形式的遗传改变可以使用ctDNA进行分析（例如体细胞拷贝数改变或遗传重排）。这里，主要使用基于非靶向测序的方法，例如WGS或低覆盖度WGS。

## cfDNA 与疾病

### 癌症
大多数 cfDNA 研究都集中在源自癌症的DNA（ctDNA）。简而言之，癌细胞的DNA通过细胞死亡、分泌或其他未知机制释放。循环中肿瘤细胞释放的cfDNA分数受到肿瘤大小以及肿瘤阶段和类型的影响。早期癌症和脑肿瘤是液体活检最难检测的疾病之一。

### 创伤
急性钝性创伤和烧伤患者中已检测到cfDNA升高。在这两种情况下，血浆中的cfDNA浓度与损伤的严重程度以及患者的结果相关。

### 败血症
研究表明，ICU患者血浆中cfDNA的增加是脓毒症发病的一个指标。由于ICU患者脓毒症的严重程度，可能需要进行进一步测试以确定cfDNA作为脓毒症风险生物标志物的功效范围。

### 心肌梗塞
显示出心肌梗塞症状的患者的cfDNA水平升高。这种升高与患者两年内额外心脏问题甚至死亡率的结果相关。

### 移植物排斥反应
外源 cfDNA 已被证明存在于实体器官移植患者的血浆中。该cfDNA来自移植器官，称为dd-cfDNA（供体来源的cfDNA）。 dd-cfDNA值在移植手术后最初会出现峰值（>5%），其值在很大程度上取决于移植的器官，通常会在一周内下降（<0.5%）。如果宿主身体排斥移植器官，则血液（血浆）中的dd-cfDNA浓度将升至比无并发症者高 5 倍以上的水平。dd-cfDNA的这种增加可以在任何其他临床或生化并发症迹象之前检测到。除了血浆中的ddcfDNA外，一些研究还关注ddcfDNA通过尿液的排泄。这在肾同种异体移植中特别令人感兴趣。当使用靶向下一代测序测量 ddcfDNA 时，使用群体特异性全基因组SNP组合进行检测。 在文库制备过程中，在NGS之前将条形码附加到连接的接头上，可以实现绝对 ddcfDNA 定量，而无需事先进行供体基因分型。如果将 cfDNA 拷贝的绝对数量与来自受者的 ddcfDNA 相对于 cfDNA 的分数结合起来，以确定同种异体移植物是否被排斥，这已被证明可以提供额外的临床益处。 

## 治疗
针对炎症过程所导致疼痛、发烧等症，临床上常使用非甾体类抗炎药（nonsteroidal anti-inflammatory drugs，NSAID）降低炎症相关疾病发病率和死亡率，然而NSAID会抑制自身免疫过程，其过度使用或可导致免疫抑制及并发症。鉴于NSAID后段拦截信号通路会引起较大副作用，阻断信号级联于上游势在必行，也因此游离核酸清除的治疗方法逐渐崭露头脚。中山大学陈永明教授团队利用阳离子纳米颗粒（cationic nanoparticles，cNP）清除风湿性关节炎患者体内游离核酸，可缓解关节肿胀、骨骼及软骨损伤，也在银屑病（psoriasis）治疗中取得进展。中国科学院生态环境高分子材料重点实验室陈学思院士团队将PEI修饰到沸石咪唑骨架得到阳离子颗粒作为游离核酸清除剂，并在小鼠盲肠结扎穿刺（cecal ligation puncture）模型中见效，但该cNP在胎牛血清（Fetal Bovine Serum，FBS）存在下由于蛋白黏附而降低核酸结合能力，仅能通过增大给药找补，也因此较多分布于肝脏中，易受机体识别清除。四川大学华西口腔医院赵蕾教授等人包被硒元素掺杂羟基磷灰石（ selenium-doped hydroxyapatite）纳米颗粒以聚酰胺胺（polyamidoamine，PAMAM），通过清除游离核酸改善牙周炎症状。

## 未来发展方向

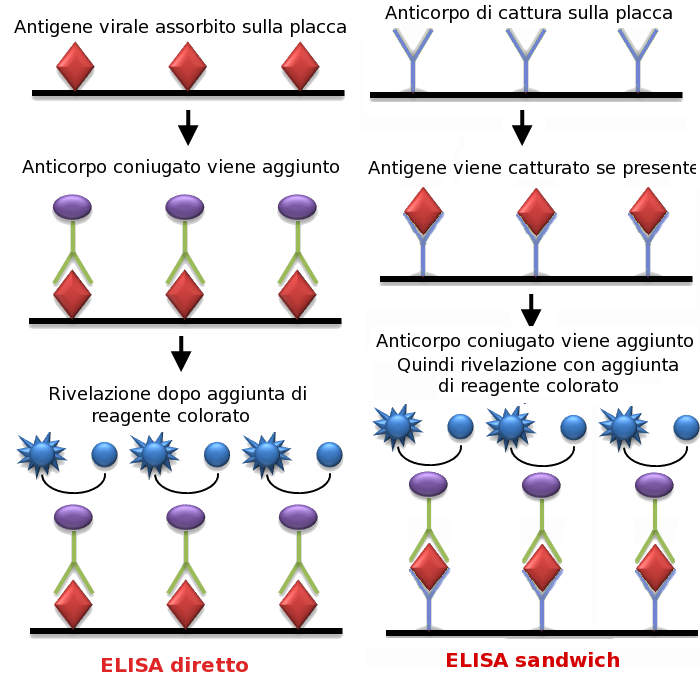

cfDNA 提供了一种快速、简单、非侵入性和重复性的采样方法。这些生物学特征和采样的技术可行性相结合，将cfDNA定位为具有巨大用途的潜在生物标志物，例如用于自身免疫性风湿病和肿瘤。它还提供了一种潜在的生物标志物，与侵入性组织活检相比，它具有自身的优势，可以作为检测移植排斥和免疫抑制优化的定量措施。然而，该方法在样本类型（血浆/血清/滑液/尿液）、样本采集/处理方法、游离或细胞表面结合 DNA、cfDNA 提取和 cfDNA 定量以及呈现和解释方面缺乏统一性定量 cfDNA 结果。 
cfDNA通过荧光方法定量，例如PicoGreen染色和紫外光谱法，更灵敏的是重复元件或看家基因的定量聚合酶链反应（ PCR ；SYBR Green或TaqMan），或深度测序方法。循环核小体是染色质中 DNA 组织的主要重复单位，可通过酶联免疫吸附测定 ( ELISA ) 进行定量。 

## 数据库
NucPosDB：体内核小体定位和游离 DNA 核小体的数据库 （页面存档备份，存于）